# Riccardo Rognoni
Pour les articles homonymes, voir Rognoni.
Riccardo Rognoni ou Richardo Rogniono (vers 1550, Val Taleggio ; avant le 20 avril 1620, Milan ?) est un théoricien de la musique, violoniste et compositeur italien. Il est le premier membre de la célèbre famille Rognoni créatrice de la première école de violon à Milan. Son traité Passaggi per potersi esercitare nel diminuire ("Exercices pour pratiquer les diminutions"), Venise 1592 est le premier à faire mention du violino da brazzo, ou violon. Parmi ses élèves au violon, on trouve ses fils Francesco et Giovanni Domenico.
Le titre de noblesse Taegio ou Taeggio a été attribué à la famille Rognoni par le roi de Pologne Sigismond III, et apparaît sur les premières pages des œuvres des fils Rognoni à partir de 1605.
Riccardo a écrit dans le titre des Passaggi qu'il a été chassé du "Val Tavegia", ou Val Taleggio (en). Les conflits sanglants entre Milan et Venise dans cette zone expliquent qu'il soit arrivé à Milan comme un réfugié gibelin. Paolo Morigia rapporte qu'il a été très estimé pour son jeu sur la viole et « jugé comme le plus habile de la cité », alors que Picinelli en 1670 le décrit comme un « excellent instrumentiste du violon et autres instruments à cordes ou à vent, qui est devenu l'Orphée de l'époque ».
Ses Passaggi et une seule œuvre instrumentale ont survécu: une pièce dans l'anthologie publiée par Gastoldi: Il primo libro della musica a due voci, Milan, 1598.

## Sources
- (en) Cet article est partiellement ou en totalité issu de l’article de Wikipédia en anglais intitulé « Riccardo Rognoni » (voir la liste des auteurs).